# Rhabdomastix trochanterata
Rhabdomastix trochanterata är en tvåvingeart som beskrevs av Edwards 1928. Rhabdomastix trochanterata ingår i släktet Rhabdomastix och familjen småharkrankar. Inga underarter finns listade i Catalogue of Life.